# Kanton Marie-Galante
Der Kanton Marie-Galante ist ein französischer Wahlkreis im Arrondissement Pointe-à-Pitre in der Region Guadeloupe.
Der Kanton wurde im Zuge der Neuordnung der französischen Kantone im Jahr 2015 neu geschaffen.

## Gemeinden
Der Kanton besteht aus drei Gemeinden und Gemeindeteilen mit insgesamt 10.422 Einwohnern (Stand: 1. Januar 2022) auf einer Gesamtfläche von 158,01 km²:
| Gemeinde                    | Einwohner 1. Januar 2022 | Fläche km² | Dichte Einw./km² | Code INSEE | Postleitzahl |
| --------------------------- | ------------------------ | ---------- | ---------------- | ---------- | ------------ |
| Capesterre-de-Marie-Galante | 3.150                    | 46,19      | 68               | 97108      | 97140        |
| Grand-Bourg                 | 4.678                    | 55,54      | 84               | 97112      | 97112        |
| Saint-Louis                 | 2.594                    | 56,28      | 46               | 97126      | 97134        |
| Kanton Marie-Galante        | 10.422                   | 158,01     | 66               | 97110      | –            |